# أخيل (سفينة 1799)
أخيل وهي سفينة تم بناءها في سندرلاند عام 1799. في بدايتها كانت الرحلات إلى جزر الهند الغربية، ثم كانت رحلاتها التجارية في بحر البلطيق وشمال روسيا، وكسفانة. وفي الفترة ما بين عام 1810 و 1814 تقريبًا، عملت كسفينة نقل تابعة لمجلس النقل. وقد تعرضت لثلاث حوادث بحرية قبل عام 1835. وتم عمل صيانه لزيادة طول السفينة وذلك في عام 1835.

## المسار المهني
كان السيد أخيل هادوك في عام 1799 يمارس التجارة بالفعل مع بطرسبورج. ظهرت أخيل لأول مرة في سجل الشحن في عام 1800، وفي سجل لويدز في عام 1801. 

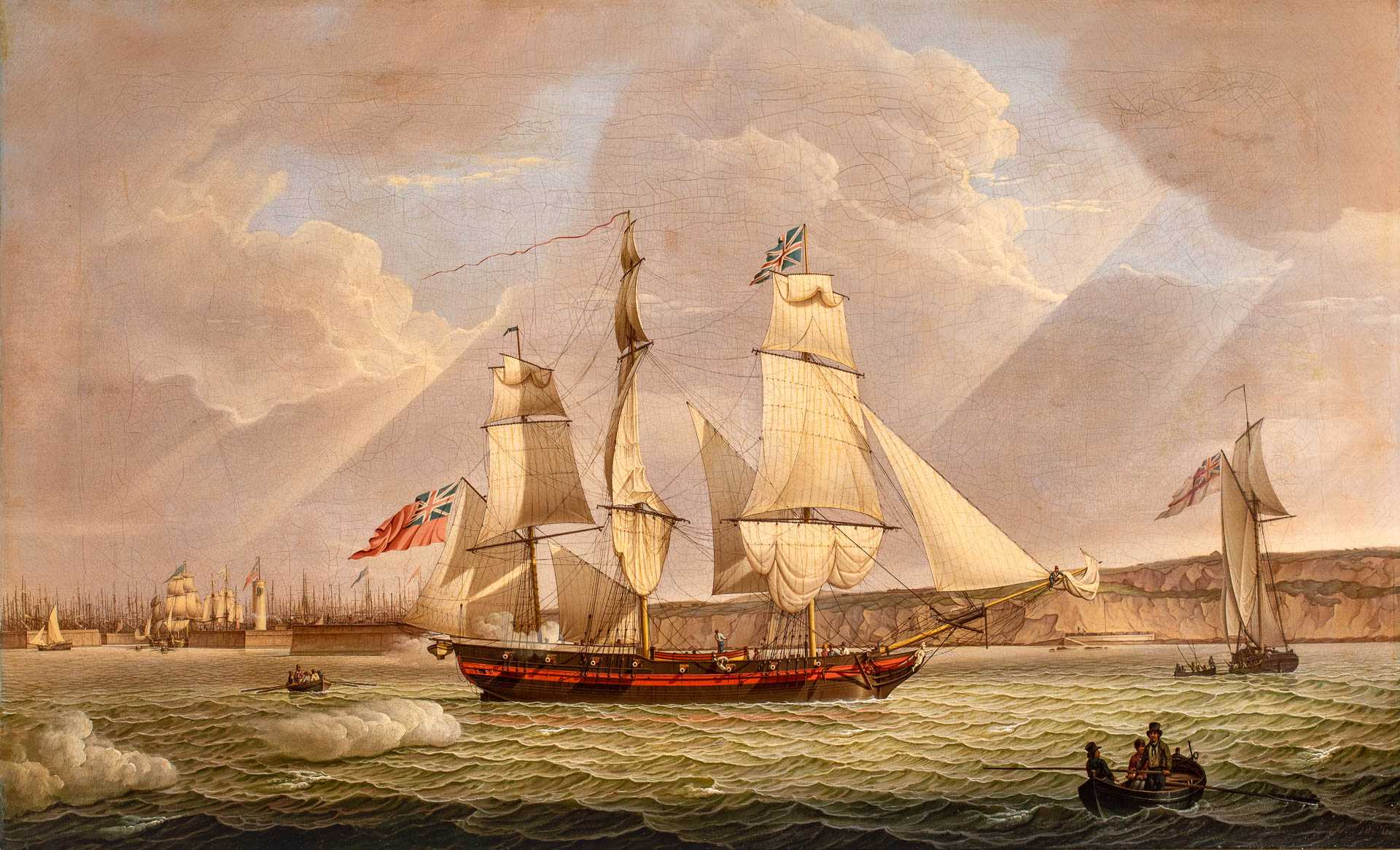
بقلم روبرت سالمون. ميناء وايتهافن المحمي في الخلفية.

| السنة | الإتقان      | المالك         | التجارة         | المصدر                            |
| ----- | ------------ | -------------- | --------------- | --------------------------------- |
| 1800  | هادوك        | أتكينسون       | قطار نيوكاسل    | آر إس                             |
| 1801  | بيسويك كورني | اتكينز         | لندن-ديميرارا   | إل آر                             |
| 1802  | كورني        | اتكينز         | لندن-سانت كيتس  | إل آر & آر إس                     |
| 1804  | ويذربي       | الكابتن وشركاه | نيوكاسل-البلطيق | آر إس                             |
| 1809  | ويذربي       | الكابتن وشركاه | نيوكاسل-البلطيق | آر إس; تم إصلاح الضرر في عام 1803 |

| السنة | الإتقان          | المالك | التجارة     | المصدر والملاحظات                       |
| ----- | ---------------- | ------ | ----------- | --------------------------------------- |
| 1816  | ويديربيرن        | كيركلي | شيلدز- لندن | آر إس                                   |
| 1818  | ويديربيرن كيركلي | كيركلي | شيلدز- لندن | آر إس: قمم وجوانب جديدة وإصلاح جيد 1818 |

## الحادثة
كانت السفينة في رحلة من ساوث شيلدز إلى لندن بحمولة من الفحم في 20 أكتوبر 1839، رست السفينة في كرومر، بعد أن فقدت صاريها الرئيسي والأمامي. وتخلى عنها طاقمها ووصلوا إلى الشاطىء في قوارب النجاة وغرقت السفينة في 29 أكتوبر.